# Redundância N+1
Redundância N+1 é uma expressão que diz a forma de assegurar a capacidade de resistência que a disponibilidade do sistema em caso de falha de um componente. Componentes (N) têm pelo menos um componente de apoio independente (1). O nível de resistência é referido como ativo/passivo ou a espera como componentes de backup que não participam ativamente dentro do sistema durante a operação normal. O nível de transparência (interrupção de disponibilidade do sistema) durante o failover está dependente de uma solução específica, embora a degradação para a resiliência do sistema irá ocorrer durante o failover.